# Monteneveit
Das Mineral Monteneveit ist ein sehr seltenes Oxid aus der Obergruppe der Granate mit der Endgliedzusammensetzung Ca3Sb5+2(Fe3+2Fe2+)O12. Es kristallisiert im kubischen Kristallsystem mit der Struktur von Granat.
Monteneveit bildet schwarze, rundliche Kristalle von maximal 0,4 mm Größe mit einem diamantähnlichen Glanz auf den Oberflächen.
Bislang ist Monteneveit nur in seiner Typlokalität nachgewiesen worden, metamorphen Sulfidlagen der Schneeberg Mine am gleichnamigen Schneeberg (Südtirol) in der Provinz Südtirol in Italien.

## Etymologie und Geschichte
Die metamorphen Sulfidvorkommen am Schneeberg wurden vermutlich schon in prähistorischer Zeit auf Kupfer abgebaut und ab dem frühen 13. Jahrhundert ist die Gewinnung von Silber historisch belegt.
Im 19. Jahrhundert gelangte ein Handstück dieses alten Abbaugebietes, möglicherweise von der Bockleitner Halde, nach Schweden. Hjalmar Sjögren erwarb 1897 für 15 Goldmark ein Stück „Schneebergit“, ein eisenhaltiger Oxycalcioroméit, von der Firma Dr. F. Krantz. Rheinisches Mineralien-Kontor und 1901 wurde Sjögrens Sammlung dem Naturhistoriska riksmuseet gespendet.
Bei einer Untersuchung von Mineralen der Roméitgruppe diverser Fundorte wurde knapp 120 Jahre später ein neues Ca-Sb-Fe-Oxid aus der Granatgruppe in diesem Handstück entdeckt. Es wurde nach seiner Herkunft, dem Monteneve (Schneeberg) in Südtirol benannt.

## Klassifikation
Die strukturelle Klassifikation der International Mineralogical Association (IMA) zählt den Monteneveit zur Granat-Obergruppe, wo er formal mit Henritermierit und Holtstamit die Henritermierit-Gruppe mit 8 positiven Ladungen auf der tetraedrisch koordinierten Gitterposition bildet. Anders als diese beiden tetragonalen Minerale ist Monteneveit kubisch und enthält weder (OH)-Gruppen noch Leerstellen auf der Tetraederposition.
Da der Monteneveit erst 2018 als eigenständiges Mineral anerkannt wurde, ist er weder in der ebenfalls zuletzt 2018 überarbeiteten Lapis-Systematik nach Stefan Weiß verzeichnet, die formal auf der alten Systematik von Karl Hugo Strunz in der 8. Auflage basiert, noch in der von der IMA zuletzt 2009 aktualisierten 9. Auflage der Strunz’schen Mineralsystematik. Auch die vorwiegend im englischen Sprachraum gebräuchliche Systematik der Minerale nach Dana kennt den Monteneveit noch nicht.
Die von der Mineraldatenbank „Mindat.org“ weitergeführte Strunz-Klassifikation in der 9. Auflage (auch Strunz-mindat ) ordnet den Monteneveit in die Klasse der „Oxide und Hydroxide“ und dort in die Abteilung der Verbindungen mit dem Stoffmengenverhältnis „Metall : Sauerstoff = 2 : 3, 3 : 5 und vergleichbare“ (englisch Metal : Oxygen = 2 : 3,3 : 5, and similar) ein. Diese ist weiter unterteilt nach der relativen Größe der beteiligten Kationen, so dass das Mineral entsprechend seiner Zusammensetzung in die Unterabteilung „Mit großen und mittelgroßen Kationen“ (englisch With large and medium-sized cations), wo er zusammen mit Elbrusit, Dzhuluit und Usturit eine unbenannte Gruppe mit der Systemnummer 4.CC.32 bildet (vergleiche dazu auch gleichnamige Unterabteilung in der Klassifikation nach Strunz (9. Auflage)).

## Chemismus
Monteneveit hat die vereinfachte Zusammensetzung Ca3Sb5+2(Fe3+2Fe2+)O12 und ist der erste natürliche Granat mit einer gemischten Besetzung der Tetraederposition mit zwei- und dreiwertigen Kationen. Die gemessene Zusammensetzung aus der Typlokalität ist
[X](Ca2,97Mg0,03)[Y](Sb5+1,73Sn4+0,10Fe3+0,17)[Z](Fe3+2,43Fe2+0,37Zn2+0,20). Diese Zusammensetzung kann als Mischkristall von 37 mol-% Monteneveit mit 10 mol-% Dzhuluit
- [Y]Sb5+ + [Z]Fe2+ = [Y]Sn4+ + [Z]Fe3+ (Dzhuluit),

20 mol-% des Zn-Analog von Monteneveit (Ca3Sb5+2(Fe3+2Zn2+)O12)
- [Z]Fe2+ = [Z]Zn2+

und 33 mol-% des hypothetischen Endgliedes Ca3(Sb5+1,5Fe3+0,5)Fe3+3O12
- [Y]Sb5+ + 2[Z]Fe2+ = [Y]Fe3+ + 2[Z]Fe3+

aufgefasst werden.

## Kristallstruktur
Monteneveit kristallisiert mit kubischer Symmetrie in der Raumgruppe Ia3d (Raumgruppen-Nr. 230) mit 8 Formeleinheiten pro Elementarzelle. Der natürliche Mischkristall aus der Typlokalität hat dem Gitterparameter a = 12,536 Å.
Die Struktur ist die von Granat. Calcium (Ca2+) besetzt die dodekaedrisch von 8 Sauerstoffen umgebenen X-Positionen, Antimon (Sb5+) die oktaedrisch von 6 Sauerstoffen umgebene Y-Position und die tetraedrisch von 4 Sauerstoffen umgebenen Z-Position ist mit Eisen in zwei verschiedenen Oxidationsstufen (Fe3+, Fe2+) besetzt.

## Bildung und Fundorte
Monteneveit ist bislang nur in seiner Typlokalität, der Lagerstätte Schneeberg in der Provinz Südtirol in Italien, nachgewiesen worden und tritt hier in metamorphen Sulfidlagen auf. Er bildete sich metamorph wahrscheinlich bei Temperaturen um 800 °C und 8–10 kbar Druck zusammen mit Oxycalcioroméit beim Abbau von Tetraedrit-(Fe). Weitere Begleitminerale sind Magnetit, Sphalerit, Chalkopyrit und wahrscheinlich Calcit. Anthophyllit, Gudmundit und Genplesit treten im Handstück nicht im direkten Kontakt mit Monteneveit auf.